# 臼杵鎮続
臼杵 鎮続（うすき しげつぐ（正式には「鎮[糸賡]」））は、戦国時代から安土桃山時代にかけての武将。大友氏の家臣。「紹冊」（しょうさく）の号でよく知られている。筑前国志摩郡柑士岳城城代。

## 生涯
臼杵氏は豊後国大友氏の庶流戸次氏の流れを汲み、大友氏の一族に当たる。
兄・臼杵鑑続の死後、筑前国に入り志摩郡の国人達を統率する。博多の御笠川の改修や「房州堀」の開削によって水の便を良くする一方、毛利氏との戦いで博多を防衛するなど博多の町の発展に貢献した。
永禄11年（1568年）4月、高橋鑑種の守る宝満城攻撃の隙を突かれ原田隆種に柑士岳城を奪われるも、激戦のすえ奪還（第一次池田川原合戦）
7月19日、勢いに乗じ原田勢を高祖城付近まで追い立てた（小金坂の戦い）ものの反撃されて敗走、宗麟より「短慮」と書状を受ける。このため柑士岳城城代を降り豊後に帰るのだが、一説には志摩郡泊家の御家騒動の責任を取らされたためともいう。この後も原田氏との確執は続き、後任の弟・鎮氏は原田氏の報復（第二次池田川原合戦）を受け自刃。鎮続が城代に再任した。
天正6年（1578年）、18歳となった甥の統景（兄鑑速の子）の後見人となり日向国高城を攻めるが、耳川の戦いにおいて薩摩国の島津氏の釣り野伏せに遭って隊は壊滅、統景と共に討死した。
家督は弟・鎮順の子である鎮尚が継いだ。また、臼杵新介という名跡は孫の立花政辰（鎮続の婿・立花鑑貞の次男）に継承すると考えられた。

## 人物
大友家中にも茶の達人と認めて、宗麟から大名物の唐物茶入「佐伯肩衝」を受け賜った。